# Brian McCardie
Brian McCardie (* 22. Januar 1965 in Glasgow; † 28. April 2024) war ein schottischer Schauspieler.

## Leben und Wirken
Brian McCardie wurde in Glasgow geboren. Nach einem Studium am Rose Bruford College (1984–1987) übernahm er mehrere Fernsehrollen. Einem breiteren Publikum wurde er durch Nebenrollen in den Filmen Rob Roy und Speed 2 bekannt.
Zuerst zog McCardie nach Los Angeles, um seine Karriere voranzutreiben, kehrte 2003 jedoch nach Großbritannien zurück, um weiterhin für das Fernsehen zu arbeiten. McCardie starb am 28. April 2024 an einer Aortendissektion.

## Filmografie (Auswahl)
- 1990: Forget About Me
- 1990–1991: Waterfront Beat (Fernsehserie, 16 Folgen)
- 1991: Tonight at 8.30 (Fernsehserie, Folge 1x07 Still Life)
- 1991: Murder Most Horrid (Fernsehserie, Folge 1x06 Mrs Hat and Mrs Red)
- 1993: Doctor Finlay (Fernsehserie, Folge 1x03 Winning the Peace)
- 1994–2010: Taggart (Fernsehserie, 4 Folgen)
- 1995: Dirty Old Town (Fernsehfilm)
- 1995: Rob Roy
- 1995: David Balfour: Zwischen Freiheit und Tod (Kidnapped, Fernsehfilm)
- 1996: Der Geist und die Dunkelheit (The Ghost and the Darkness)
- 1997: Speed 2
- 1999: Eine Nacht in New York (200 Cigarettes)
- 1999: Kavanagh QC (Fernsehserie, Folge 5x03 Time of Need)
- 1999: Rituals and Resolutions
- 2001: Rip It Off (Beyond the City Limits)
- 2003: Mr. Barrington
- 2003: Solid Air
- 2004: The Bill (Fernsehserie, Folge 20x04 184)
- 2005: Ellie Parker
- 2006: Sea of Souls (Fernsehserie, Folge 3x01 Insiders)
- 2006: Murphy’s Law (Fernsehserie, 3 Folgen)
- 2006: Low Winter Sun (Fernsehfilm)
- 2007: Lilies (Fernsehserie, 8 Folgen)
- 2007: The Whistleblowers (Fernsehserie, Folge 1x06 Environment)
- 2007: Rebus (Fernsehserie, Folge 4x04 Knots and Crosses)
- 2008: Shameless (Fernsehserie, Folge 5x02)
- 2008: Kiss of Death (Fernsehfilm)
- 2009: The Damned United – Der ewige Gegner (The Damned United)
- 2012: Titanic (Miniserie)
- 2013: For Those in Peril
- 2013: Drecksau (Filth)
- 2016: Rebellion (Miniserie)